# Oiti
O Oiti (nome científico: Moquilea tomentosa (Benth.), também chamado goiti, oiti-da-praia, guaili, oiti cagão, oiti mirim, oitizeiro,  tendo como sinônimo Licania tomentosa, é uma árvore perenifólia brasileira arbórea da família Chrysobalanaceae proveniente da Mata Atlântica que ocorre nos estados do Amazonas, Pará, Bahia, Ceará, Espírito Santo, Minas Gerais, Paraíba, Pernambuco, Piauí e Rio de Janeiro. Pode atingir entre oito e quinze metros de altura, oferecendo áreas de sombra avantajadas e consequentemente criando um conforto bioclimático.
A planta é também é conhecido por nomes populares, como por exemplo: goiti-iba, manga-da-praia, milho-cozido, oiti-cagão, oiticica, oitizeiro, entre outros.  Também apresenta algumas sinonímias fitológicas: Licania tomentosa var.angustifolia (Benth.) Cowan; Moquilea tomentosa Benth.; M. tomentosa var. angustifolia Hook.f.; M.tomentosa var. latifolia Hook.f. e Pleragina odorata Arruda. 

## Etimologia
"Oiti" e "goiti" vêm do tupi uï'tï,  termo que significa "massa comprimida" e se refere à polpa comestível amarelada de seu fruto, uma massa granulosa, úmida e muito rija.

## Características

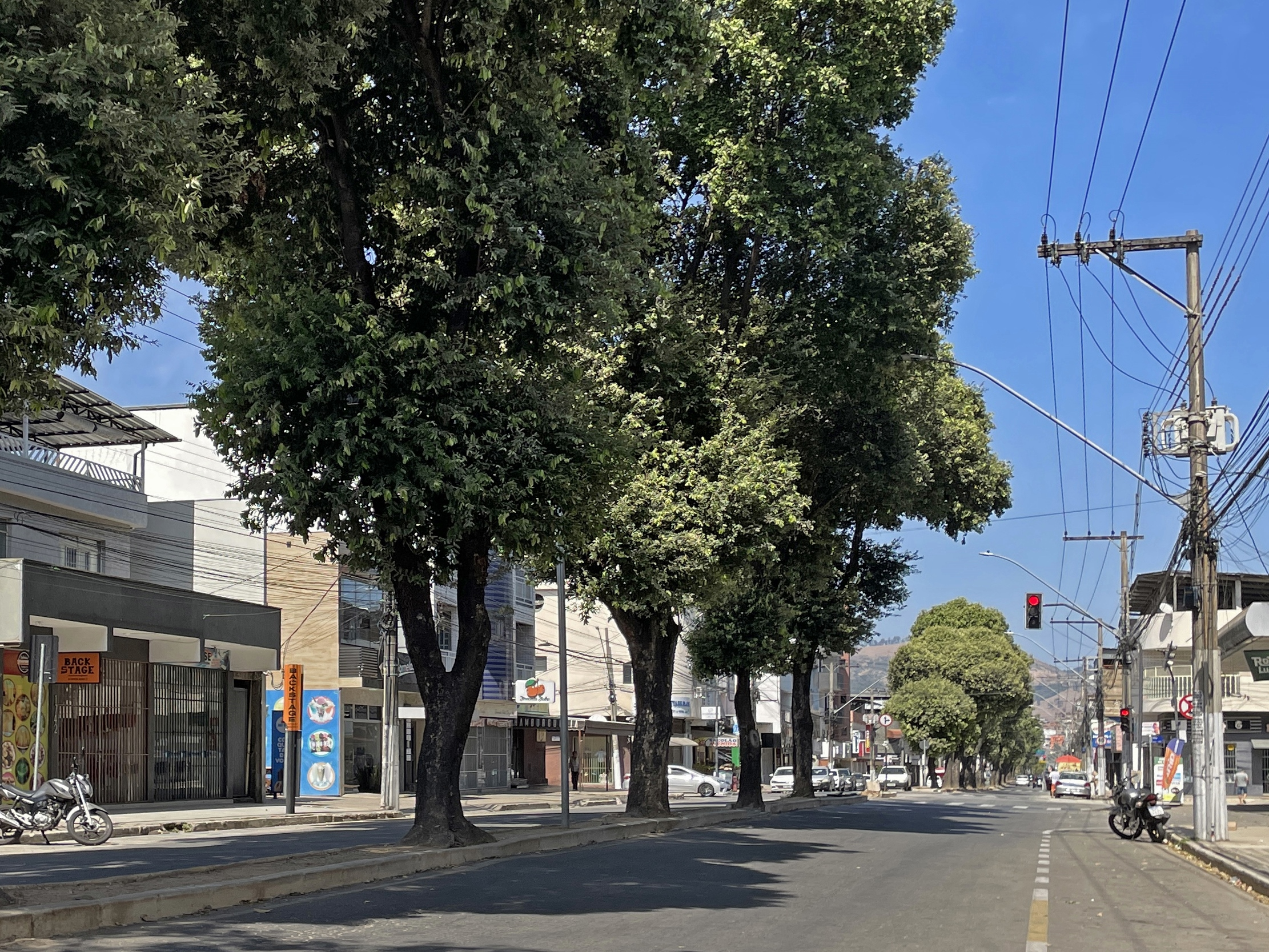
Oitis na Avenida Magalhães Pinto, em Coronel Fabriciano, Minas Gerais, Brasil.

Espécie originária da Mata Atlântica, popular nas áreas urbanas, é muito utilizada na arborização de várias cidades brasileiras do Nordeste e outras diversas regiões do país. Seu mastro tem madeira resistente, de enorme permanência, aconselhável para a construção civil, estacas, postes, dormentes, construções de paquetes e vários outros usos.
O seu fruto é uma drupa elipsoide ou fusiforme, de casca enrugada marrom escuro quando madura, com cerca de doze a dezesseis centímetros de comprimento e com caroço volumoso e oblongo. A polpa é doce, pastosa, "areiada" feito uma pinha, enjoativa. Apresenta coloração amarela  atraente, e a polpa tem uma cor de ocre puxando para o amarelo fosco. A fachada do tronco tem pigmentação acinzentada e o caule (distância do solo às primeiras ramificações do tronco) é moderadamente curto em relação ao tamanho da copa. As infrutescências são distintas e ocorrem em tons de creme, parcialmente ocres.
Nos ciclos chuvosos e de temperatura estável, pintas foliares arredondados como meio claro, despreza seu valor paisagístico. A mesma se dissemina através de sementes e possui grande eficácia de resistência a locais com excesso de monóxido de carbono expelido pelos veículos.
É uma planta acumuladora de silício (50% do tronco é composto por SiO2) e suas cinzas são utilizadas pelos indígenas brasileiros para a confecção de utensílios de argila visando prevenir rachaduras nas peças .

## Ocorrência

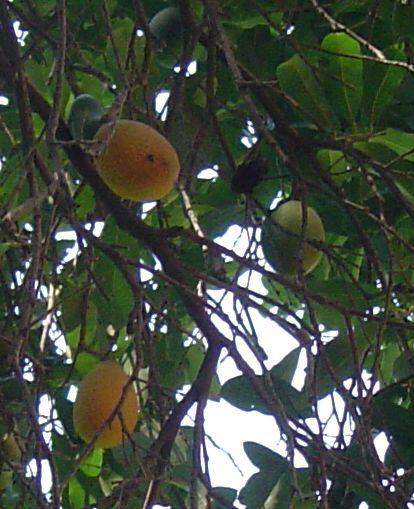
O fruto do oiti

Ocorre naturalmente desde o Piauí, Ceará e Paraíba até o norte do Espírito Santo e Vale do Rio Doce no estado de Minas Gerais, estando associada à floresta pluvial atlântica. Ocorre similarmente em distintas estruturas florestais, harmonizando-se perfeitamente bem, nas áreas de clima mais elevado, assim como nas regiões Norte e Nordeste do Brasil .

## Fenologia
Em condições ambientais favoráveis, o oiti floresce de junho a agosto. Seus frutos amadurecem entre janeiro e março. No Nordeste encontramos frutos maduros de Janeiro a agosto.

## Usos
É muito usada na arborização urbana por sua copa frondosa, que dá ótima sombra, o que impacta positivamente sobre o meio urbano no período de verão. Também é capaz de ser admitida em reflorestamentos, regeneração de áreas deterioradas ou como bioindicadora. Esta particularidade proposta à algumas alterações foliares, podem viabilizar informações sobre a qualidade do ar em espaços urbanos. A planta é eficiente também no biomonitoramento passivo.
As folhas são muito apreciadas pela fauna em geral e sua madeira é de excelente propriedade para inúmeras práticas, como produção de postes, moirões, travessas e construções civis. Seus frutos são comestíveis, com amêndoas ricas em graxa. Algumas narrativas informam que o fruto lembra o paladar da manga. A sua polpa seca pode ser manipulada como incremento de numerosos itens alimentícios.